# I’m Goin’ to Praiseland
I’m Goin’ to Praiseland (рус. Я собираюсь в Богопарк) — девятнадцатая серия двенадцатого сезона «Симпсонов». Премьерный показ состоялся 6 мая 2001 года.

## Сюжет
Нед Фландерс идёт на свидание со своей старой знакомой Рэйчел. Он ведет её к себе домой, где всё напоминает Неду о его покойной жене Мод. Пока Рэйчел спит, Фландерс пробует изменить её причёску и сделать Рэйчел похожей на покойную жену, но та просыпается и уходит. Фландерс раз и навсегда решает избавиться от давящей памяти и приглашает к себе Симпсонов, чтобы те выкинули все вещи, напоминающие о жене. После глобальной зачистки хлама случайно остаётся дневник Мод, где она описывала свои мечты, одной из которых была постройка Христианского парка развлечений. Заручившись поддержкой жителей Спрингфилда, Нед Фландерс осуществляет мечту своей жены. Спрингфилдцам быстро надоедает скучный парк, но вскоре у граждан начинаются видения рядом со статуей Мод. Гомер предлагает Неду брать с граждан за это деньги, а выручку пожертвовать на помощь сиротам.
Со временем Нед узнает, что галлюцинации случаются из-за утечки газа, который может быть опасен для здоровья. Фландерс пытается признаться людям, но не может расстроить сирот. Гомер отговаривает Неда от признания, ведь в парке помирились потенциальные враги. Тут они видят, что сироты пытаются зажечь свечи, и пытаются их спасти. Но граждане принимают это за избиение, что не понравилось бы Мод, и парк приходится закрыть.
Эпизод заканчивается воссоединением Неда и Рейчел.